# Tillandsia aizoides
Tillandsia aizoides är en gräsväxtart som beskrevs av Carl Christian Mez. Tillandsia aizoides ingår i släktet Tillandsia och familjen Bromeliaceae. Inga underarter finns listade i Catalogue of Life.